# Sam Baird
Sam Baird, angleški igralec snookerja, * 17. junij 1988.

## Kariera
Baird se je pridružil svetovni karavani v sezoni 2009/10, potem ko si je mesto v karavani sezono prej zaslužil na turnirju EASB Pro-Ticket Tour Play-Off, ki ga je osvojil. 

## Osvojeni turnirji

### Amaterski turnirji
- Silver Waistcoat Tour - 2006/07
- Gold Waistcoat Tour - 2008/09
- Serija Pontin’s Businessland do 21 let - 2008
- EASB Pro-Ticket Tour Play-Off - 2009